# Los Rodríguez y el más allá
Los Rodríguez y el más allá és una pel·lícula espanyola còmica i d'aventures de 2019 dirigida per Paco Arango i protagonitzada per Edu Soto, Mariana Treviño, Geraldine Chaplin i Plácido Domingo, entre d'altres.

## Sinopsi
Els Rodríguez són una família com una altra qualsevol, o almenys això creien. Tot canviarà per a ells quan descobreixin que el difunt avi era, en realitat, d'un altre planeta. El seu net, Nicolás, obre al traster de la casa familiar una porta còsmica per on accedir a l' «més enllà». I a partir d'aquí, el caos s'apoderarà d'aquesta família, que haurà d'aprendre a controlar els superpoders que ha rebut.

## Repartiment
- Edu Soto - Rodrigo Rodríguez
- Mariana Treviño - Cristina Rodríguez
- Rodrigo Simón - Nicolás Rodríguez
- Sara Jiménez - Alejandra Rodríguez
- Maria Blanc - Gabriela Rodríguez
- Geraldine Chaplin - Isabel
- Plácido Domingo - Agent Rodríguez
- Lucas Laso - Edu
- Antonio Velázquez - Ricardo
- Macarena Gómez - Natàlia
- Enrique Villén - Pere Soles
- Rossy de Palma - Doctora Pilar
- Tomás Pozzi - Féliz
- Omar Chaparro - JJ
- Rubén Sanz - Peter
- Santiago Segura - Rugen Zelig
- Ninton Sánchez - Teo
- Óscar Casas - Bosco
- Aaron Piper - Jacobo
- Fabio Fulco - Martín
- Carlo Ochoa - Johan
- Richard Collins-Moore - Frank Hunter
- Eduardo Gómez - Botons
- Luka Peros - Raúl